# Lilly Wust
Charlotte Elisabeth «Lilly» Wust (Berlín, 1 de novembre, 1913 - Berlín, 31 de març de 2006) va ser una mestressa de casa casada amb un comptable i soldat durant la Segona Guerra Mundial, si bé és més coneguda per la seva tràgica història d'amor amb Felice Schragenheim, una jueva de la resistència. Va ser mereixedora de la Creu Federal al Mèrit i de la condecoració Justos entre les Nacions
El llibre Aimée & Jaguar d'Erica Fischer narra la història d'amor entre Wust i Felice Schragenheim, durant el règim nazi, fent servir com a base els records de Wust i els relats dels testimonis. Posteriorment es va produir una pel·lícula del mateix nom, Aimée & Jaguar.